# 16892 Vaissière
(16892) Vaissière, denumire internațională (16892) Vaissiere, este un asteroid din centura principală de asteroizi.

## Descriere
16892 Vaissière este un asteroid din centura principală de asteroizi. A fost descoperit pe 17 februarie 1998 la Bédoin de Pierre Antonini. Asteroidul prezintă o orbită caracterizată de o semiaxă mare de 3,11 ua, o excentricitate de 0,15 și o înclinație de 2,3° în raport cu ecliptica.